# Даніел Поденсе
Даніел Поденсе (порт. Daniel Podence, нар. 21 жовтня 1995, Оейраш) — португальський футболіст, вінгер саудівського клубу «Аш-Шабаб».
Виступав, зокрема, за клуби «Спортінг» (Лісабон), «Олімпіакос» та «Вулвергемптон Вондерерз», а також молодіжну збірну Португалії.

## Клубна кар'єра
Народився 21 жовтня 1995 року в місті Оейраш. Вихованець юнацьких команд футбольних клубів «Белененсеш» та «Спортінг».
У дорослому футболі дебютував 2013 року виступами за другу команду «Спортінга», в якій провів три сезони.
Своєю грою за цю команду привернув увагу представників тренерського штабу клубу «Морейренсі», до складу якого приєднався на умовах оренди 2016 року.
2017 року повернувся до «Спортінга», де дебютував за основну команду і відіграв у її складі протягом сезону 25 матчів чемпіонату.
До складу грецького «Олімпіакоса» приєднався 2018 року, уклавши п'ятирічний контракт.
30 січня 2020 уклав контракт з англійським «Вулвергемптоном» на 4,5 роки, «вовки» заплатили за гравця 16,9 млн євро. У першому сезоні у складі нової команди сумарно відіграв 13 матчів і забив 1 гол.

## Виступи за збірні
2011 року дебютував у складі юнацької збірної Португалії, взяв участь у 10 іграх на юнацькому рівні.
З 2014 по 2017 залучався до складу молодіжної збірної Португалії. На молодіжному рівні зіграв у 10 офіційних матчах, забив 3 голи.
2020 року дебютував у матчах за національну збірну Португалії.

## Титули і досягнення
- Володар Кубка португальської ліги (2):

«Морейренсі»: 2016–17
«Спортінг»: 2017–18
- Переможець Ліги конференцій УЄФА (1):

«Олімпіакос»: 2023–24